# Olivier Ferrand
Pour les articles homonymes, voir Ferrand.
Olivier Ferrand, né le 8 novembre 1969 à Marseille et mort le 30 juin 2012 à Velaux, est un haut fonctionnaire et homme politique français, fondateur et président de Terra Nova, laboratoire d'idées progressiste de gauche. Membre du Parti socialiste, il est député de la huitième circonscription des Bouches-du-Rhône du 20 juin 2012 à sa mort.

## Biographie
Olivier Ferrand le fils de Claude Ferrand et de Marie-José née Lembo. Il est élève au lycée Périer de Marseille, puis à Louis-le-Grand. Il est diplômé d'HEC (promotion 1992, Grande École), de l'ENA (1995-1997) ainsi que de Sciences Po.
il épouse Carole Moreau, qui est directrice de société. Ils auront ensemble une fille.

### Parcours politique
Administrateur civil au ministère de l’Économie et des Finances, il a commencé sa carrière en 1997 à la direction générale du Trésor, où il s’occupe de négociations financières internationales (G7, FMI, OMC, OCDE), puis de négociations européennes.

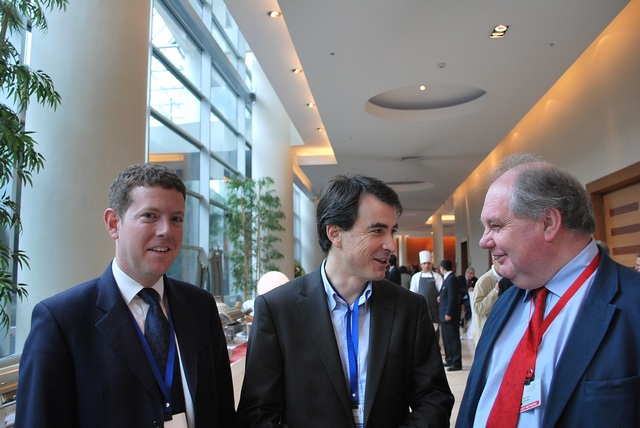
Olivier Ferrand, président de Terra Nova en compagnie de Matthew Doyle, directeur politique de Tony Blair et ancien conseiller spécial du Premier ministre britannique, et Roger Liddle, vice-président de Policy Network, lors de la Conférence sur la gouvernance progressiste 2009 au Chili.

Il est ensuite conseiller technique pour les affaires européennes du Premier ministre Lionel Jospin, conseiller du représentant de la France à la Convention sur l'avenir de l'Europe, Pierre Moscovici, membre du groupe des conseillers politiques du président de la Commission européenne, Romano Prodi, puis délégué général du think tank « À gauche, en Europe », fondé par Dominique Strauss-Kahn et Michel Rocard.
Il est chargé de mission à l'inspection des finances, puis il est nommé rapporteur général de la mission « l'Europe dans la mondialisation » présidée par Laurent Cohen-Tanugi (2007-2008). Il a également été le rapporteur adjoint de la commission Juppé-Rocard sur les investissements d’avenir (2009).
Au sein du PS, il est nommé délégué national chargé en 2003 et 2004 des questions européennes, puis en 2005 chargé de l’international.
Maire adjoint du 3e arrondissement de Paris de 2001 à 2007, il est investi par le PS en 2007 comme candidat aux élections législatives dans la 4e circonscription des Pyrénées-Orientales. Battu au premier tour, il est condamné à un an d'inéligibilité pour irrégularité de ses comptes de campagne. Il est élu en 2008 au conseil municipal de Thuir, dont il devient maire adjoint.
Européen convaincu, il est rédacteur en 2004 du rapport « Construire l'Europe politique » que Romano Prodi a commandé à un groupe de hautes personnalités présidé par Dominique Strauss-Kahn. Administrateur de l'ONG EuropaNova, il participe aussi à la rédaction du rapport « Peut-on faire l'Europe sans les Européens ? », remis au Conseil européen de juin 2006.
À partir du 1er novembre 2009, il est chargé de mission à l’Institut de la gestion publique et du développement économique (IGPDE).
En 2008, il fonde et prend la présidence de Terra Nova, laboratoire d'idées progressiste de gauche.
Le 10 mai 2011, un an exactement avant le second tour de l'élection présidentielle française de 2012, Terra Nova publie une note de réflexion présentant trois différents choix possibles de stratégie électorale, titrée « Gauche : quelle majorité électorale pour 2012 ? ». Cosignée par le président Olivier Ferrand, Romain Prudent et Bruno Jeanbart, qui estime, dans l'un des 3 choix possibles, qu'une « nouvelle coalition » électorale de gauche émerge : « la France de demain », jugée « plus jeune, plus diverse, plus féminisée » que les précédentes et « unifiée par des valeurs culturelles, progressistes », en soulignant les derniers sondages d'opinion plaçant le Front national en tête du vote ouvrier, pour dénoncer un « discours politique de gauche ouvriériste » voué à l'échec, proposant privilégier les jeunes, les femmes et les populations immigrées,.

#### À l’Assemblée nationale
Il est élu député en 2012 de la huitième circonscription des Bouches-du-Rhône lors d'une élection triangulaire, avec 40,5 % des suffrages, face au candidat UMP, Nicolas Isnard (39,9 %) et au candidat du FN, Gérald Gérin (19,61 %) ; son suppléant est Jean-Pierre Maggi, conseiller général et maire de Velaux. Il siège à la commission des finances.

### Décès
Le 30 juin 2012, moins de deux semaines après son élection, il meurt dans les Bouches-du-Rhône d'un arrêt cardiaque ou d'une rupture d'anévrisme, après un jogging sous température extrême.

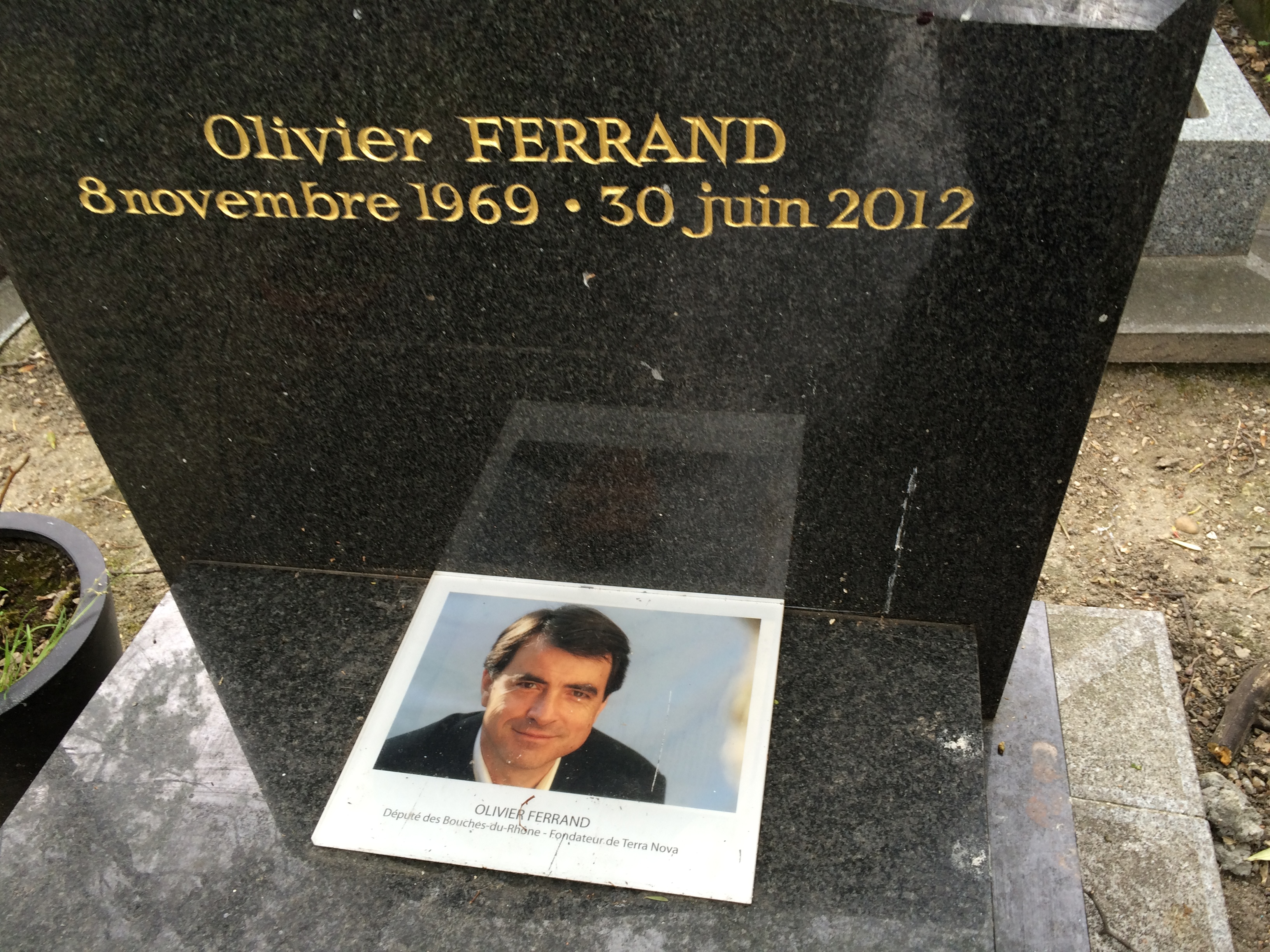
Tombe d'Olivier Ferrand au cimetière de Montmartre (division 24).

Il est inhumé le 3 juillet à Paris au cimetière de Montmartre (division 24), après une cérémonie à l'église Saint-Sulpice. De nombreuses personnalités politiques, dont plusieurs ministres, assistent à ses obsèques.

#### Hommages
Une minute de silence est observée en sa mémoire à l'Assemblée nationale le 3 juillet 2012.
Le président de la République François Hollande lui rend hommage en ces mots : « Il était l’un de ces talents dont la République pouvait s’enorgueillir, et dont l’avenir était plein de promesses. »
Claude Bartolone, en tant que président de l’Assemblée nationale, prononce son éloge funèbre le 10 octobre 2012 : « […] Olivier Ferrand avait hâte, c’était un homme pressé, c’était un homme impatient, un jeune député promis à une carrière éclatante. Il voulait moderniser et réformer notre pays, améliorer la vie de ses habitants. Comme pour les Gracques à l’époque de la Rome antique, sa destinée aura été à la fois tragique et brillante. »
Une association appelée Les Amis d'Olivier est créée à Port-Vendres (Pyrénées-Orientales). Elle fait poser une plaque commémorative à Cosprons (hameau de Port-Vendres) où elle organise un rassemblement tous les 30 juin en sa mémoire, à proximité de l'Église Sainte-Marie de Cosprons.

## Publications et médias
Coanimateur de l’émission Think tanks sur LCI, chroniqueur sur Slate et sur France Info, après avoir été chroniqueur sur BFM TV. Il est l’auteur de tribunes régulières dans la presse nationale.
Il a écrit de nombreux essais et rapports :
- Pour une primaire à la française (avec Olivier Duhamel, Terra Nova, août 2008) ;
- L’Europe contre l’Europe (Hachette, avril 2009) ;
- Moderniser la vie politique : innovations américaines, leçons pour la France (Terra Nova, avril 2009) ;
- Primaire : comment sauver la gauche (avec Arnaud Montebourg, Seuil, septembre 2009),
- Réforme des retraites : quelles solutions progressistes ? (avec Fabrice Lenseigne, Terra Nova, juin 2010) ;
- Niches fiscales : une réforme volontariste est possible (avec Thomas Chalumeau et Daniel Vasseur, Terra Nova, septembre 2010) ;
- Changer ou disparaître : quel avenir pour le football ? (avec Arnaud Flanquart, Terra Nova, janvier 2011) ;
- Réformer l’élection présidentielle, moderniser notre démocratie (Terra Nova, avril 2011) ;
- Gauche : quelle majorité électorale en 2012 ?[19] (avec Bruno Jeanbart, mai 2011) ;
- Les primaires : une voie de modernisation pour la démocratie (Terra Nova, novembre 2011).

Il a également :
- dirigé l’ouvrage collectif L’État pyromane (Éditions Delavilla, janvier 2010) ;
- enseigné les finances publiques, l’économie et les questions européennes à Sciences Po, HEC, l’ENA et l’IGPDE
- rédigé et publié le manuel Finances publiques (avec Rémy Rioux et François Adam, Presses de Sciences Po & Dalloz, 3e édition, 2010).